# 스페인의 범죄 통계
스페인의 범죄 통계는 매년 스페인 통계국이 발표한다. 여러 관계 부처와 유럽연합은 스페인의 범죄 통계를 조사한다. 통계치는 스페인이 유럽 연합 국가 중 가장 범죄가 낮은 국가 중 하나임을 나타내며 이는 2005년 갤럽의 조사에 따른 것이다. 2009년 범죄 비율은 천 명당 46명 정도로 파악되고 있다.

## 마약 관련 범죄
스페인은 유럽연합 국가 중 주요 마약 거래 통로로서 실제로 유럽에서 발각된 불법 코카인 유통의 절반이 스페인 경찰에 의해 압류 당한다. 마약 사용자도 많은 편이어서 코카인 복용자의 숫자도 상당히 많다.

## 이민과 범죄
인구 중 일부를 차지하는 외국인의 비율이 특정 범죄의 발생율과 연관되어 눈총을 사는 경우가 많다. 그러나 실제로 70% 정도의 범죄는 스페인 사람들이 저지른 것이며 30%가 외국인이 관련된 범죄이다.